# Garrincha - Estrela Solitária
Garrincha - Estrela Solitária é um filme brasileiro que conta a trajetória do jogador de futebol Manuel dos Santos, o famoso Garrincha. O filme é baseado no livro Estrela Solitária - Um Brasileiro Chamado Garrincha, do jornalista e escritor brasileiro Ruy Castro.

## Sinopse
A vida de Garrincha, o "anjo das pernas tortas", dentro e fora do campo, confrontando o mito do futebol mundial ao homem humilde e analfabeto do interior. Em 1980 a escola de samba Mangueira homenageia Garrincha, que desfila em um carro alegórico especialmente preparado para ele. As várias facetas de Mané Garrincha são mostradas a partir das lembranças de pessoas que lhe foram muito próximas e que o amaram de diferentes maneiras. As histórias que Elza Soares, Iraci, Sandro Moreyra e Nilton Santos viveram com Garrincha compõem uma visão multilateral de sua personalidade e de seu destino de glórias e tragédias.

## Elenco
- André Gonçalves - Garrincha
- Taís Araújo - Elza Soares
- Alexandre Schumacher - Nílton Santos
- Henrique Pires - Sandro Moreyra
- Jece Valadão - Carioca
- Marília Pêra - Vanderléia
- Chico Diaz - Sobral
- Roberta Rodrigues - Nair
- Marcelo Escorel - Gilberto
- Ana Couto - Iraci
- Romeu Evaristo - Pincel
- Maurício Gonçalves - Arati
- Ronnie Marruda
- Creo Kellab
- Guti Fraga
- Paschoal Villaboim
- Eduardo Silva

## Recepção
Mario Abbade em sua crítica para o Omelete destacou que "é de se imaginar o que se passa na mente de certos cineastas brasileiros. No passado, a culpada pelos equívocos era sempre a falta de recursos. Hoje, essa desculpa já não cola mais, afinal, nos últimos anos, diversas produções de baixo orçamento chegaram às telas usando muita criatividade. Garrincha - A estrela solitária (...) é uma falta de respeito com o cinema nacional e com o lendário jogador brasileiro."
Na resenha do site Críticos diz que "Há grandes filmes cujos minutos iniciais já dimensionam o que vem a seguir, servindo como breve introdução ao todo da obra. (...) Irregular, o trabalho do diretor Milton Alencar Jr. trafega entre pouquíssimos bons achados e muita inverossimilhança. É flagrante a falta de criatividade no roteiro (...) e na direção. E causam constrangimento os diálogos sobre política. (...) O excelente desempenho de Taís [Araújo] termina comprometendo o papel do próprio Garrincha, já que sua presença muitas vezes “apaga” André Gonçalves."